# 셸름베르크

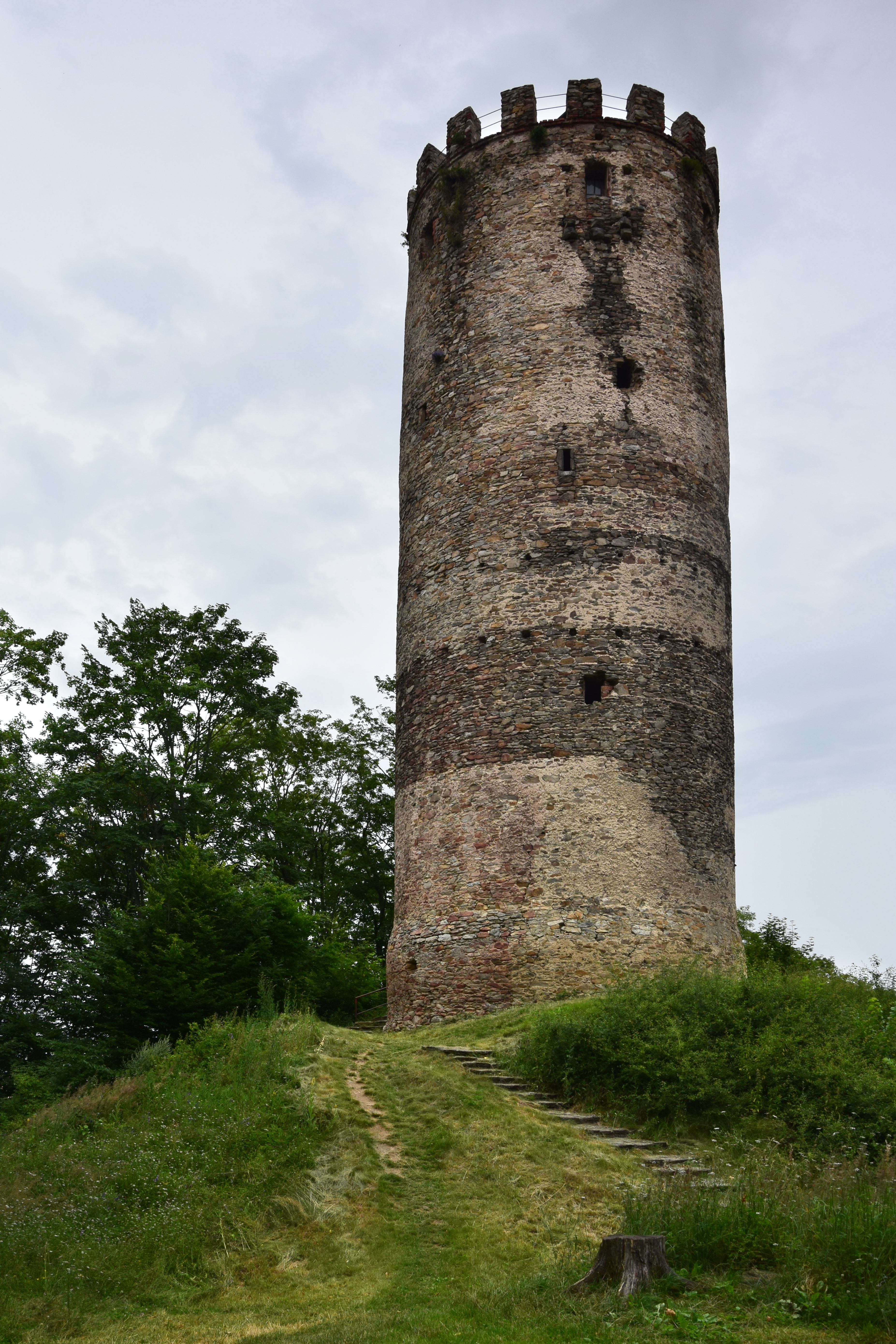
셸름베르크

셸름베르크(체코어: Šelmberk)는 체코 남보헤미아주 타보르구 벨레치에 있는 성 유적이다. 해발 480m의 셸름베르크 언덕에 있다. 그것은 베르크프리트 유형의 성에 속하며 탑은 유적의 주요 특징이다. 1963년부터 문화재로 보호받고 있다.